# نيكول ماكول
نيكول ماكول هو سياسي كندي، ولد في 1812، وتوفي في 17 أبريل 1878 في كندا. حزبياً، نشط في حزب أونتاريو المحافظ التقدمي. وقد انتخب عضو برلمان مقاطعة أونتاريو.